# Otto Saro

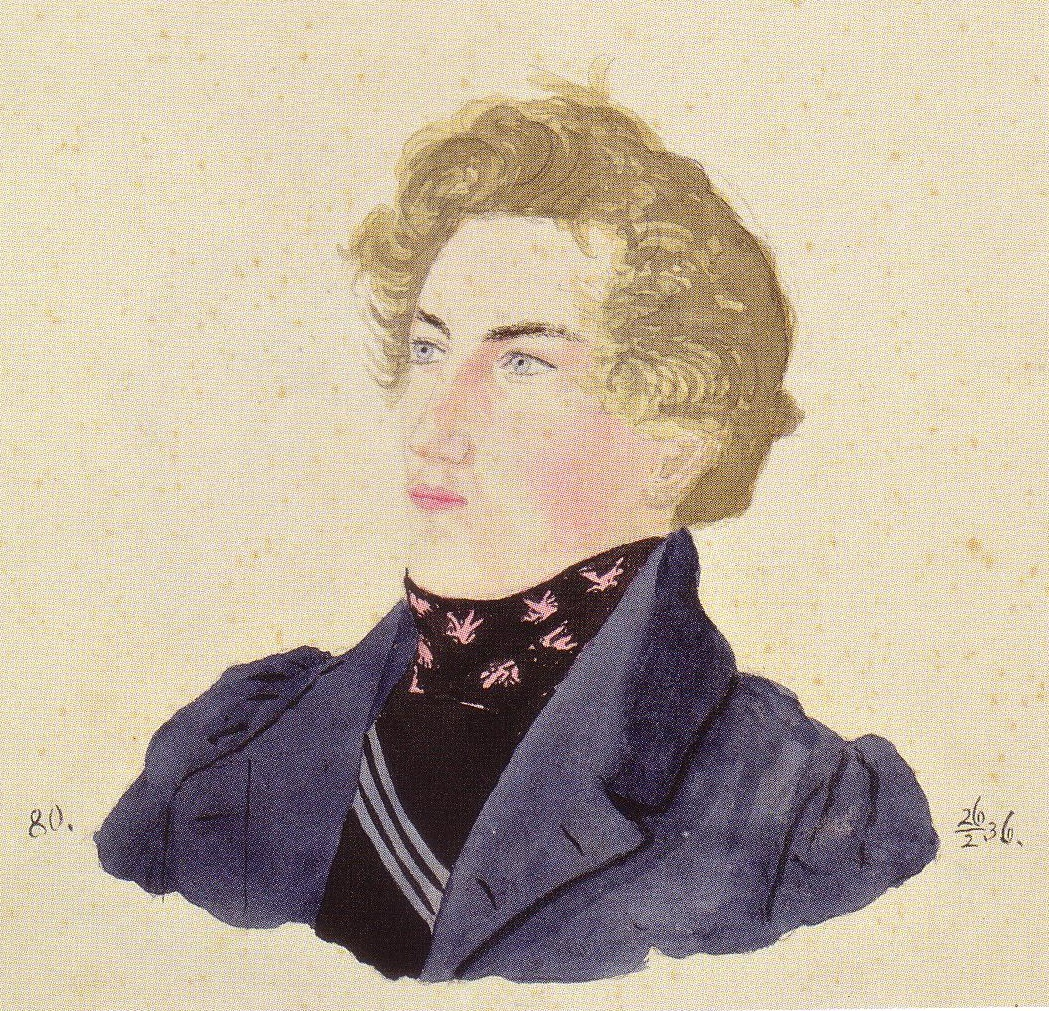
Otto Saro als Königsberger Schotte (1836)

Otto Carl Saro (* 1. Februar 1818 in Friedland in Ostpreußen; † 5. August 1888 in Salzbrunn, Niederschlesien) war ein deutscher Oberstaatsanwalt und Abgeordneter in Königsberg i. Pr.

## Leben
Saro besuchte das Collegium Fridericianum in Königsberg. Nach dem Abitur studierte er an der Albertus-Universität Königsberg kurze Zeit Medizin und dann Rechtswissenschaft. Er
schloss sich der Corpslandsmannschaft Scotia und im Wintersemester 1834/35 auch der Masovia an. Er war ein ausgezeichneter Senior. Er trat in den preußischen Justizdienst und absolvierte den Vorbereitungsdienst. Im Jahr 1842 wurde er Gerichtsassessor in Marienwerder. Ab 1843 war er als Richter am Land- und Stadtgericht im westpreußischen Konitz tätig. 1849 wechselte er als Staatsanwalt nach Graudenz und 1855 nach Königsberg. 1858 wurde er zum Oberstaatsanwalt in Insterburg ernannt. In derselben Funktion ging er 1870 nach Königsberg zurück. Der damalige Oberstaatsanwalt entspräche dem heutigen Generalstaatsanwalt. Er war 1869/70 Mitglied des Preußischen Abgeordnetenhauses. Von 1878 bis zu seinem Tode vertrat er den für den Reichstagswahlkreis Regierungsbezirk Gumbinnen 3 im Reichstag (Deutsches Kaiserreich). Er gehörte der Deutschkonservativen Partei an.
Saro unternahm zahlreiche Reisen nach Österreich, der Schweiz, Italien und Russland. Den Freuden des Daseins zugetan, wurde Saro auf einer Fahrt nach Berlin schon auf dem Bahnhof Braunsberg wegen einer Depesche ausgerufen: „Des Morgens ist ein Schnäpschen gut.“ In Schneidemühl wiederholte sich das: „Desgleichen am Mittage.“ Und am Abend in seinem Berliner Hotel: „Und wer es abends nehmen tut, dem macht es keine Plage.“